# Polysémie
Polysémie (z řeckého polys, mnohý – mnohoznačnost) označuje slova, která stejně zní a jejich významy mají nějakou genetickou souvislost.
Může se plést s homonymií – homonyma sice stejně zní, jejich souvislost je však pouze náhodná.

## Příklady polysémie
Typickým příkladem polysémie je slovo oko; významem tohoto slova může být:
- Zrakový orgán
- Pytlácká past
- Otvor na punčoše
- Skvrna v polévce

Všechny tyto významy mají jednu genetickou souvislost – vždy se jedná o kulatý (kruhovitý) útvar.
Mezi další příklady může patřit koruna (vrchní část stromu, korunovační klenot, …), ucho (lidský orgán, ucho u hrnce, …) či noha (lidská končetina, noha u stolu, …). Pozor, neplatí pro význam koruna ve smyslu platidlo, měna či mince! Zde již jde o homonymii.

## Polysémní výpovědi
Polysémie se nemusí týkat pouze slov, ale i vět nebo jiných delších textových útvarů, zejména pokud jde o výpovědi vytržené z celkového kontextu. Větnou polysémii způsobují:
- homonymní nebo polysémní výrazy: Seděl v base. Ztratil korunu.
- víceznačné syntaktické konstrukce:
  - Maminka měla červenou sukni a košili. (Košile byla také červená?)
  - Pachatel zavraždil kuchaře při porcování kachny nožem. (Kachnu porcoval kuchař i pachatel, nebo jen kuchař? Nožem byl porcována kachna nebo jím byl usmrcen kuchař?)
  - Krájejte tři dny staré housky. (Housky jsou staré tři dny, nebo se tři dny mají krájet?)